# Poecilotheria vittata
Poecilotheria vittata là loài nhện tarantula sống trên cây, chỉ có ở Sri Lanka. Tuy nhiên, Sách Đỏ IUCN lại xem loài này không khác gì loài Poecilotheria striata của Ấn Độ, trong khi nhiều sách giáo khoa và ấn phẩm trực tuyến vẫn khẳng định đây là một loài riêng biệt. Theo Danh mục Nhện Thế giới, tính đến tháng 2 năm 2016, loài này được cho là có nguồn gốc ở cả Ấn Độ và Sri Lanka.